# Myrtle Grove (Florida)
Myrtle Grove ist ein census-designated place (CDP) im Escambia County im US-Bundesstaat Florida mit 17.224 Einwohnern (Stand: Volkszählung 2020).

## Geographie
Myrtle Grove liegt rund fünf Kilometer westlich von Pensacola. Der CDP wird von den U.S. Highways 90 (SR 10A) und 98 (SR 30) sowie den Florida State Roads 298 und 727 durchquert bzw. tangiert.

## Demographische Daten
Laut der Volkszählung 2010 verteilten sich die damaligen 15.870 Einwohner auf 6.955 Haushalte. Die Bevölkerungsdichte lag bei 928,1 Einw./km². 69,0 % der Bevölkerung bezeichneten sich als Weiße, 18,4 % als Afroamerikaner, 0,6 % als Indianer und 5,1 % als Asian Americans. 2,1 % gaben die Angehörigkeit zu einer anderen Ethnie und 4,6 % zu mehreren Ethnien an. 6,4 % der Bevölkerung bestand aus Hispanics oder Latinos.
Im Jahr 2010 lebten in 30,4 % aller Haushalte Kinder unter 18 Jahren sowie 29,2 % aller Haushalte Personen mit mindestens 65 Jahren. 62,8 % der Haushalte waren Familienhaushalte (bestehend aus verheirateten Paaren mit oder ohne Nachkommen bzw. einem Elternteil mit Nachkomme). Die durchschnittliche Größe eines Haushalts lag bei 2,37 Personen und die durchschnittliche Familiengröße bei 2,94 Personen.
26,9 % der Bevölkerung waren jünger als 20 Jahre, 30,5 % waren 20 bis 39 Jahre alt, 23,8 % waren 40 bis 59 Jahre alt und 19,8 % waren mindestens 60 Jahre alt. Das mittlere Alter betrug 33 Jahre. 51,7 % der Bevölkerung waren männlich und 48,3 % weiblich.
Das durchschnittliche Jahreseinkommen lag bei 41.513 $, dabei lebten 23,7 % der Bevölkerung unter der Armutsgrenze.
Im Jahr 2000 war Englisch die Muttersprache von 92,81 % der Bevölkerung, spanisch sprachen 3,79 % und 3,40 % hatten eine andere Muttersprache.